# Abadía real de Épau
La Abadía Real de Épau es una antigua abadía cisterciense fundada por la reina Bérengère de Navarra en 1229-1230. Se encuentra a las puertas de la ciudad de Le Mans, en la orilla izquierda del Huisne, en la comuna de Yvré-l'Évêque. La abadía casi ha desaparecido en numerosas ocasiones, tanto por guerras como por problemas financieros en los tiempos modernos. Fue definitivamente salvada por el Consejo General de Sarthe que lo adquirió en 1959. Es parte de las propiedades históricas del departamento de Sarthe. 

## Historia

### Origen de la fundación: la voluntad de una reina
La abadía de Perseigne, erigida en los confines de las provincias de Maine y Normandía por el rey Guillermo I  de Ponthieu, también conocido como Guillermo III de Bellême, está considerada la abadía cisterciense más antigua de Maine. Fue construida en el año 1145 en la ciudad de Neufchâtel-en-Saosnois −hoy solo queda una sección de muro−, mientras que la abadía de Épau debe su posterior fundación a la reina de Inglaterra Berenguela de Navarra −esposa del rey Ricardo I de Inglaterra, Corazón de león, de la casa de Plantagenet−, que enviudó en 1199. Su esposo murió en el castillo de Châlus, en Lemosín, a causa de las heridas recibidas por un disparo de ballesta. El matrimonio no tuvo descendencia. Ante la negativa del nuevo rey Juan I de Inglaterra, conocido como Juan sin Tierra, de darle su dote a Berenguela, esta encontró apoyo en su hermana, la condesa de Champaña, Blanca de Navarra. En 1204, a la muerte de su madrastra Leonor de Aquitania, Berenguela obtuvo tierras en Normandía. Alcanzó un acuerdo con el rey Felipe II de Francia por el que este le concedió la ciudad de Le Mans y su quinta −área alrededor de un radio de 5 leguas, aproximadamente 20 km−.  Según la leyenda, Berenguela se habría establecido en la conocida casa de la reina Berenguela, utilizada como la sede del ayuntamiento de Le Mans.
En 1228, el rey de Francia Luis IX de Francia concedió a Berenguela la tierra de Épau, cerca de Le Mans. Los frailes de la Iglesia de Santa Juana de Arco de le Mans, discutieron sobre esta donación, declarando haber recibido las tierra de Arturo de Bretaña, sobrino de Ricardo Corazón de León, que reivindicaba su derecho de sucesión. Berenguela llegó entonces un acuerdo con los frailes en 1230, los documentos de conservan en el Archivo Histórico de Sarthe, H 833).
Adquirió otros terrenos y posteriormente los confirió a la orden cisterciense, para fundar una abadía. En mayo de 1230, Luis IX confirmó la donación: «de un lugar llamado el Espal cerca de la ciudad de Le Mans para la fundación de una abadía cisterciense de nombre  Dios de la Piedad».
La reina Berenguela fue benefactora de la orden del Císter, por lo que desde 1223 el capítulo general decidió que todos los años después de su deceso, en todos los monasterios de la orden se celebraría un acto conmemorativo en la fecha de su nacimiento. La reina tuvo amistad con Adam de Perseigne, abad del monasterio del mismo nombre y antiguo confesor de Ricardo Corazón de León.
En 1230, doce frailes llegaron a Épau procedentes de Cîteaux con el abad Juan al frente. Los frailes cistercienses siguen de forma estricta la regla benedictina,  redactada en el siglo VI por Benito de Nursia basada en el principio del ora et labora, y divide la jornada monacal en el rezo ocho veces al día, el trabajo intelectual y manual y el reposo, organizando así la vida en la comunidad.
Los monjes del Císter viven en autarquía, procurando producir todo aquello que puedan necesitar. Para ayudarse sobre dicha premisa, a partir de los siglo XII y XIII los campesinos pobres se sitúan al amparo de la abadía y cultivan las tierras en torno a las granjas.

### La construcción de la abadía

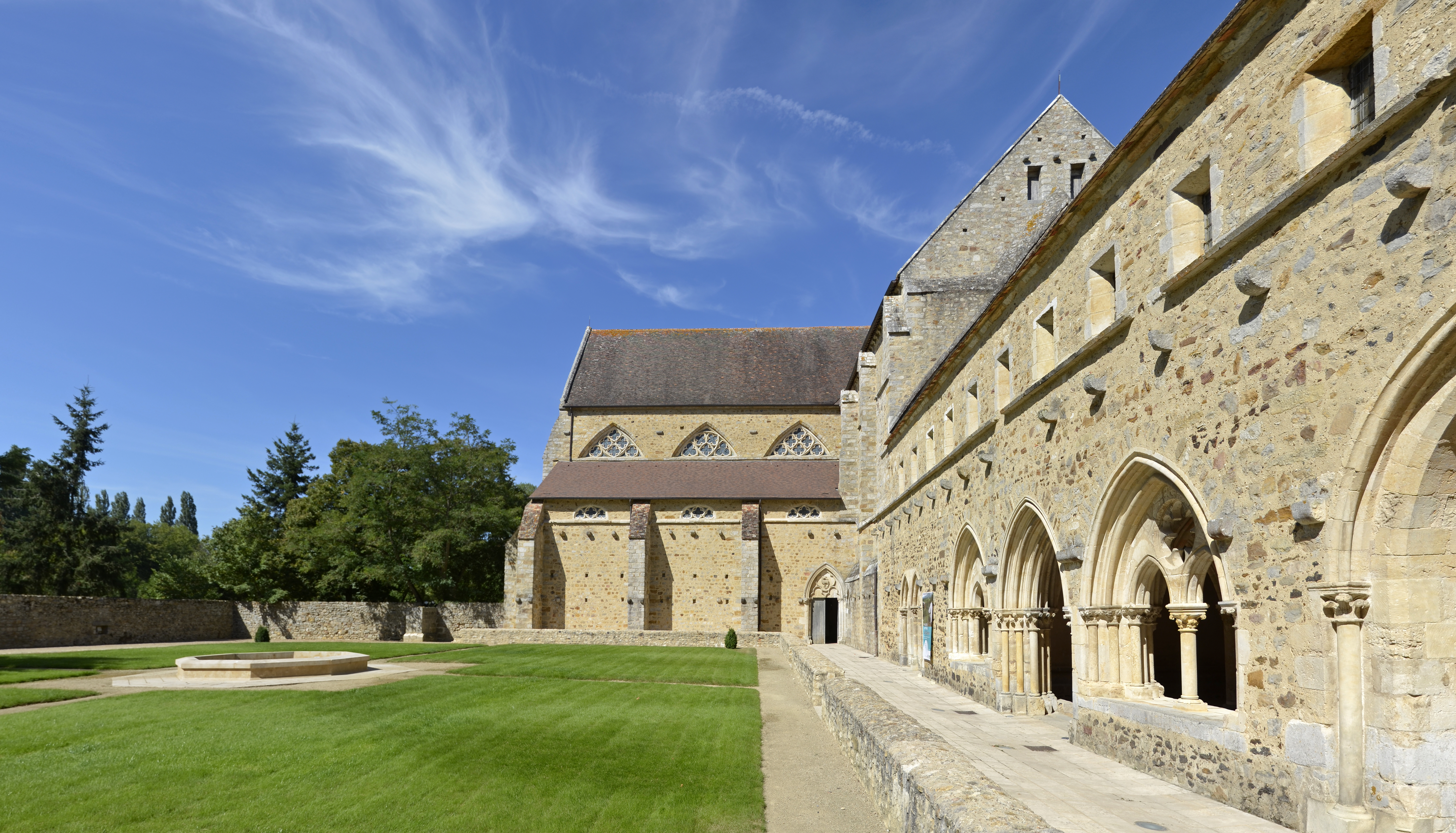
Vista exterior sala capitular

El lugar donde se ubicó la abadía fue elegido por estar alejado de la ciudad, en un lugar en la ribera del río Huisne, entre un pantano y una carretera. Los monjes dragaron y sanearon la tierra, ganando un espacio en la ribera del Huisne que les proporcionaba agua. El plan seguido por la abadía era similar a los proyectos ejecutados por las demás abadías cistercienses.
Se desconoce las diferentes etapas de construcción. La forma de los capiteles ayuda en la datación sugiriendo posibles etapas constructivas: capilla del transepto de la iglesia, sacristía, sala capitular, sala de los frailes y refectorio.  Las obras pudieron iniciarse por la zona de la Iglesia donde se emplearon materiales autóctonos: arenisca rosada, toba calcárea, caliza y piedra de Bernay.
En 1234, el obispo de Le Mans, Godofredo de Laval puso el monasterio bajo la advocación de Nuestra Señora y de San Juan Bautista. Entre los años 1260 y 1320 se realizaron trabajos ornamentales de la Iglesia.

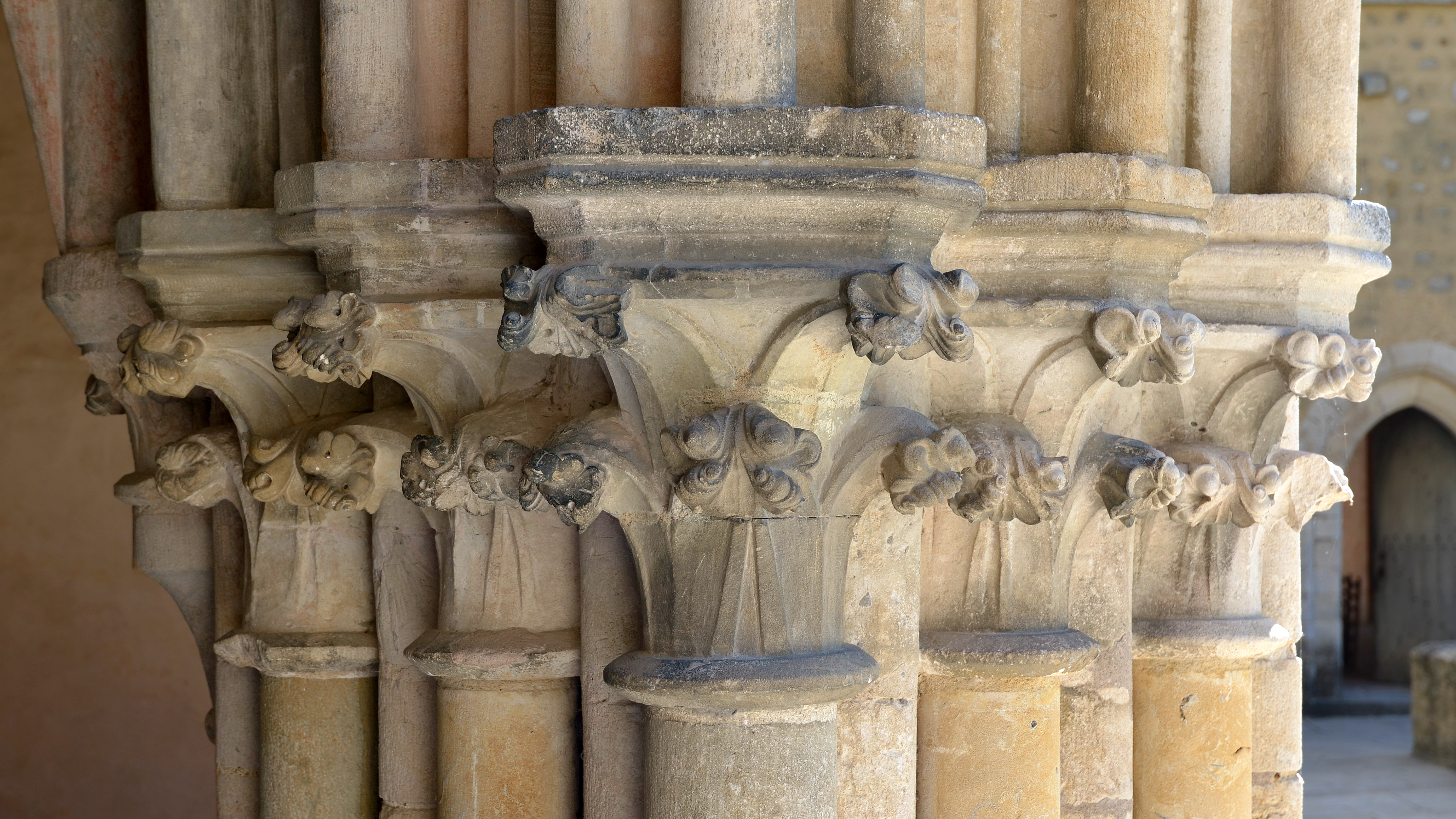
Capiteles

### La guerra de los Cien Años
Durante un periodo de tiempo, prevaleció la hipótesis de que un incendio en 1365 durante la Guerra de los Cien Años y, según la tradición, habría sido iniciado por los propios Manceaux –gentilicio de Le Mans– y habría destruido parte del edificio. Tras la celebración de una conferencia internacional en la abadía en marzo de 2017, sobre el tema The Plantagenets and Maine, la ponente Claude-Andrault Schmitt, historiadora del arte de la Universidad de Poitiers, puso en tela de juicio la existencia de dicho incendio, ya que no se han encontrado rastros del mismo en los edificios.
Sin embargo, los edificios o el recinto de la abadía pudieron dañarse ex profeso durante la Guerra de los Cien Años, para evitar que los ingleses se pudiesen establecer en ellos y lo usaran como un punto de apoyo estratégico para atacar la ciudad de Le Mans.
En la década de 1360, tuvo lugar la destrucción de la abadía, sin que se supiera exactamente cuál fue la causa. En 1367, el rey de Francia Carlos V da su autorización para que parte del rescate recaudado por la liberación de Juan II el Bueno, se utilice para la reconstrucción de la abadía donde en ese periodo se está llevando a cabo una campaña de embellecimiento en la iglesia de la abadía que comprende marco y capillas del sur.
De los frescos que decoraron la abadía se han hallado restos en la sacristía, el dormitorio de los monjes y la casa del abad.

### SiglosXV-XVII
Durante el siglo XV la abadía se reorganizó según el modelo de economía señorial de los rentistas del suelo. Convertidos en arrendatarios, optaron por un tipo muy restrictivo de concesiones con arrendamientos de las fincas durante uno o varios años por los que se pagaban un alto precio, añadido a los servicios señoriales habituales.
La iglesia de la abadía experimentó nuevas obras de ornamento  a mediados del siglo XV que incluyeron el marco, las bóvedas y las piedras angulares del crucero). Uno de los principales arquitectos del renacimiento de la abadía fue el padre Guillaume de Bonneville.
En 1479, el rey de Francia, Luis XI, nombró como abad comendador a Thomas des Capitanes, ya que el cargo lo podía ocupar tanto un religioso como un laico. Al ser designado directamente por el rey y no por los monjes la nominación del rey fue disputada por los monjes que eligieron a Jean Tafforeau, el último abad regular elegido por monjes;  su nombramiento finalmente fue validado en 1485. A partir de 1494, el sistema del comendador se estableció definitivamente en la abadía de Épau.
Desde el siglo XVI al XVIII, se llevaron a cabo trabajos de desarrollo y embellecimiento, junto con la casa del abad, cuyo dintel de la ventana lleva la inscripción del año 1528.
La iglesia de la abadía fue de nuevo ampliada con altares y retablos de piedra en el siglo XVII, un ejemplo son la capilla de san Sebastián o la capilla dedicada a Nuestra Señora y a san Luis. 

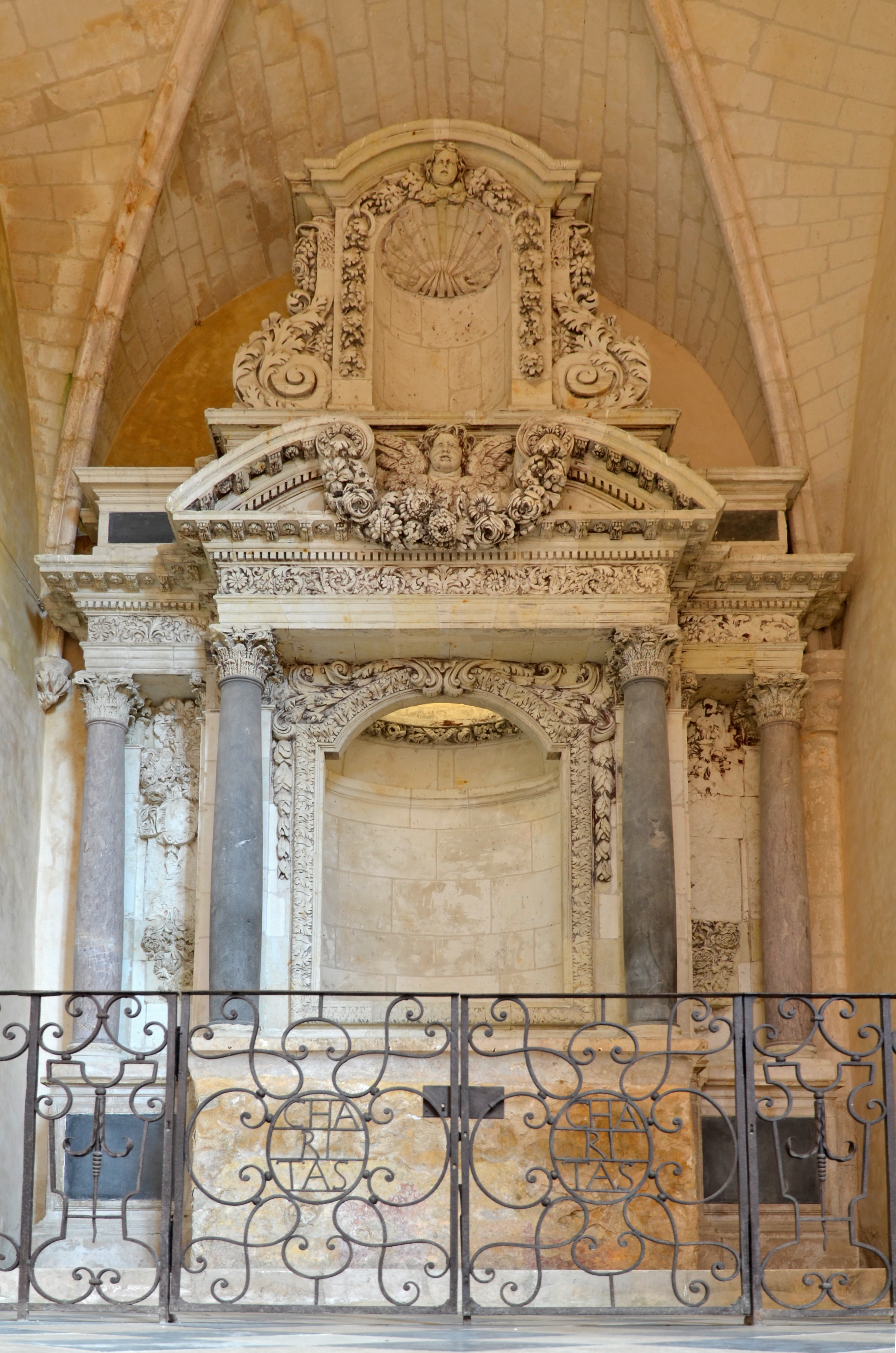
Capilla de Nuestra Señora y san Luis, iglesia de la abadía

En el siglo XVIII se restauró el ala sur, desapareció el refectorio dejando paso a unos pequeños salones. La aguja de la iglesia de la abadía y los arbotantes diseñados en los planos de la colección Gaignières de 1699 también fueron eliminados.

### SiglosXVIII-XIX
Durante la Revolución, se elaboró un inventario de los terrenos de la abadía (se conserva en los Archivos departamentales de Sarthe) redactado el 28 de agosto de 1790. Los últimos monjes abandonaron la abadía en octubre de ese mismo año, quedaron solo seis. Más tarde fue confiscada como propiedad nacional y se subastó junto a los muebles. Fue adquirida por un propietario privado, Pierre Thoré que la convirtió en una lavandería y luego en una granja. Los puestos de establos y salas de ordeño se encuentran en la iglesia parroquial de Savigné-l'Evêque.
En 1816, la escultura reclinada de la reina Berenguela de Navarra fue redescubierta en la iglesia de la abadía por un excursionista inglés, Charles Alfred Stothard, quien la dibujó. En 1821 la pieza fue transferida a la catedral de Le Mans.

### Período contemporáneo siglosXX-XXI
Durante la Primera Guerra Mundial, cerca de   británicos llegaron a Sarthe en agosto de 1914 y se instalaron en los jardines de la abadía, aprovechando los edificios para albergar un hospital para caballos.
La familia Thoré propietaria de la abadía desde el siglo XVIII la mantuvo hasta 1924, cuando fue vendida y comprada por la familia Guerrier.
En 1925, la iglesia, la sacristía, la sala capitular, la escalera y la sala de los monjes fueron clasificados como Monumentos Históricos de Francia, los trabajos de restauración se iniciaron en 1938. La Segunda Guerra Mundial detuvo las obras y el ejército alemán ocupó el recinto para emplearlo como garaje. Los propietarios se vieron obligados a abandonar la finca. En 1949, la abadía fue vendida de nuevo y adquirida por la fundación de huérfanos aprendices de Auteuil, que planearon establecer un campamento de vacaciones en la propiedad, aunque antes de emprender los trabajos de acondicionamiento, el proyecto fue desechado.
Después de la guerra, los funcionarios electos de Sarthe y Le Mans decidieron, tras una votación con resultado unánime, comprar y restaurar la abadía, ya que la comarca durante cinco siglos había vivido al ritmo de la vida monástica. El edificio fue adquirido el 18 de junio de 1959 por el Consejo General de Sarthe por un importe de once millones de francos. La abadía fue objeto de una larga restauración devolviendo al edificio el estilo arquitectónico del siglo XIII. Los trabajos fueron supervisados por la Escuela de Bellas Artes de París y de Le Mans. La iglesia, la sacristía, la sala capitular, la escalera y el sótano fueron clasificados en 1925, las fachadas y los techos se clasificaron por primera vez en 1961, antes de que esta primera clasificación fuese cancelada en favor de una catalogación más general en 1973 y ampliada en 2005. Entre 1965 y 1990, la abadía fue empleada para la organización de eventos culturales, conciertos de música clásica, conferencias o exposiciones. Otro de los usos a los que fue destinada la abadía fue la sede de la asamblea departamental, en especial el ala del siglo XVIII, la sala llamada  Michel d'Aillières −político−. La renovación de esta último se completó en 1990.
Desde 2016, la abadía ha sido administrada por el Centro Cultural de Sarthe, en nombre del departamento, cuya función es ponerlo en valor ofreciendo a lo largo del año actividades para todos los públicos: visitas guiadas, estancias familiares, talleres escolares, etcétera.
La Abadía Real de Épau ha sido sede del conocido Festival de l'Epau de música clásica durante casi 40 años.

## Sepulcros

### La reina reclinada

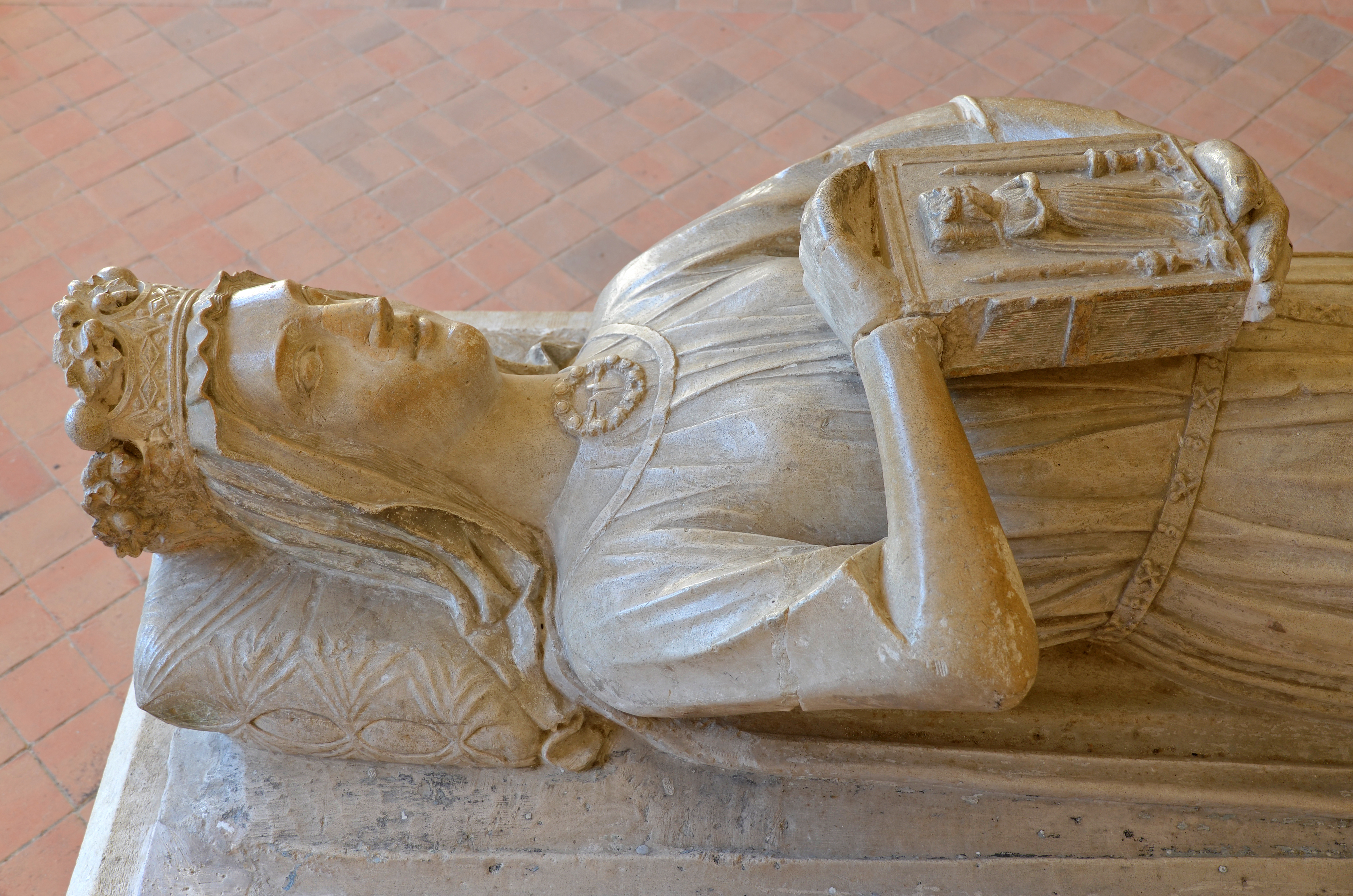
Sepulcro de Berenguela de Navarra en la sala capitular.

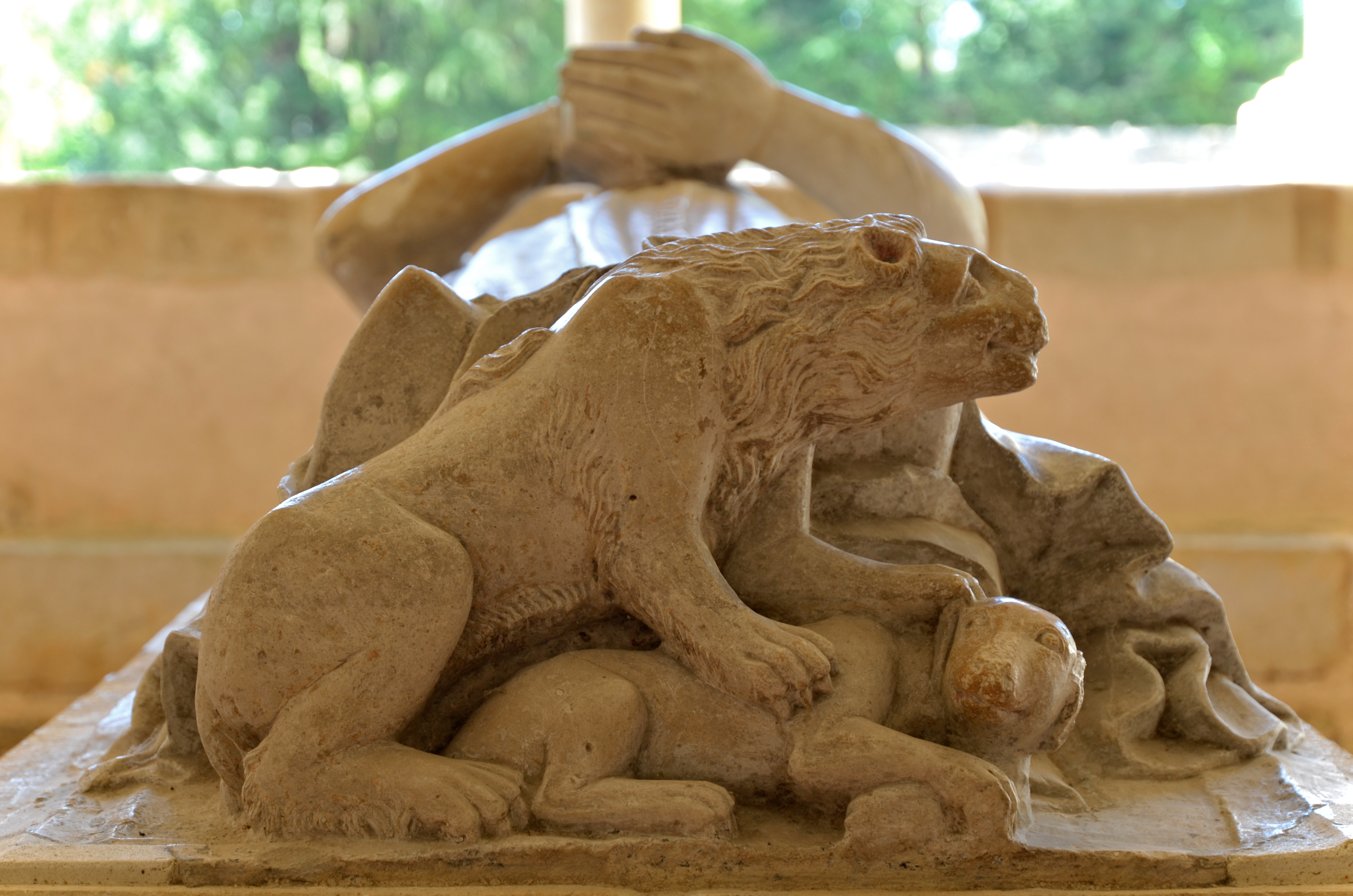
Símbolos: León

Berenguela de Navarra ordenó que, tras su fallecimiento, deseaba ser inhumada en el corazón de la abadía. Aunque se conoce el lugar exacto donde fue enterrada, por la figura recostada sobre el sepulcro, se tienen dudas acerca de si su cuerpo llegó a ser depositado en él. Sin embargo, si se sabe que los fundadores de la abadía fueron enterrados tradicionalmente en el interior de la iglesia abacial. Los estudios arqueológicos que se llevaron a cabo en septiembre de 2019, no revelaron la ubicación original de la figura reclinada de la reina navarra. 
La escultura funeraria se encontraba en la iglesia de la abadía a fines del siglo XVIII. Fue descubierta por el explorador inglés Charles Alfred Stothard en 1816, y transferida a la catedral de Le Mans en 1821. Junto a la figura se ha encontrado una pequeña caja de roble que siempre ha acompañado a la pieza funeraria, a pesar de sus múltiples vaivenes desde la Revolución. En este cofre se grabó la inscripción: «Ossa Berangeria / 1230-1672-1821-1861». El contenido de la caja nunca ha sido analizado.
Tras un estudio realizado entre 2018 y 2019 el origen de la talla de la reina fue datado a mediados del siglo XIII. La reina se muestra acostada sobre su espalda, lleva un vestido largo ceñido en la cintura con un cinturón. La reina descansa sobre un cojín, portando en la cabeza la corona real. A sus pies se representan los símbolos de un león y un perro, la corona y el león son los símbolos de la realeza, mientras que el la faltriquera que cuelga de su cinturón representa la generosidad. Entre sus manos, dobladas sobre el pecho, sostiene un libro cuya portada representa su propia figura reclinada. 
En 1861, la figura de Berenguela de Navarra fue reubicada en el transepto sur para dejar espacio a la escultura sepulcral de Monseñor Bouvier enterrado también en la catedral de Le Mans. En 1920 fue transferida nuevamente a la brazo norte, para dar paso al monumento a los sacerdotes de la diócesis que murieron por Francia. Fue en 1974 que la figura fue devuelta a la abadía de Epau y, colocada por primera vez en una capilla de la iglesia de la abadía, finalmente se colocó en la sala capitular. De hecho, fue en este lugar donde el arqueólogo de Le Mans, Pierre Terouanne, descubrió un esqueleto femenino, que él identificó como el de Berenguela de Navarra. Este esqueleto indica que la mujer que murió aquí debía tener unos sesenta años, la edad de la reina en el momento de su muerte.

### Jean de la Rivière
Jean de la Rivière, sargento de la Rivière, de Champellement, Brunon, Perchin, murió en 1327 y fue enterrado en el coro de la iglesia bajo una losa con su nombre y cualidades, otros miembros de su familia también descansan en esta iglesia.